# Забраненото шоу на Рачков
Забраненото шоу на Рачков е българско вечерно ток шоу с водещ Димитър Рачков. Предаването започва на 7 март 2021 г. и се излъчва всяка неделя от 20:00 по Нова телевизия през 2021 г.

## Сезони
| Сезон | Сезон | ТВ канал | Година | Епизоди | Старт        | Финал       |
| ----- | ----- | -------- | ------ | ------- | ------------ | ----------- |
|       | 1     | Нова ТВ  | 2021   | 13      | 7 март       | 6 юни       |
|       | 2     | Нова ТВ  | 2021   | 13      | 12 септември | 31 декември |